# سفر رؤيا إيليا
سفر رؤيا إيليا هو عمل مسيحي مبكر مكتوب باللغة القبطية يُعتقد عادةً أنه توثيق للعرض الشفهي لمخطوطات أصلية وكلاسيكية متعددة. قُدِّم النص في جزء منه على أنه كلمة مباشرة من الإله العبراني، يهوه، إلى النبي التوراتي إيليا، الذي اشتق منه اسمه، ويتضمن النص تعليقًا قصيرًا على بعض قواعد الصوم والصلاة المسيحية المبكرة، ورسالة نبوية عن مملكتي أشور ومصر، وروايات عن تقديم المسيح الدجال، ومقابلاته مع إيليا وأخنوخ، وهلاكه في نهاية المطاف.
على الرغم من أنها تحمل عنوان نهاية العالم، إلا أنها لا تحتوي على العديد من السمات المعتادة لنهاية العالم الكلاسيكية؛ ومع ذلك، فهي تربط بين موضوعات مهمة في الأدب الرؤيوي مثل علم نهاية العالم وصور المسيح الدجال.
هناك سفر آخر لرؤيا إيليا يعود تاريخه إلى القرنين الثالث والسابع (سفر إيليا أو سفر إلياهو) مكتوب بالعبرية لجمهور يهودي، ولكن لا يبدو أنه يشترك في أي تشابه أو إلهام كبير مع العمل القبطي المسيحي.

## العنوان والمؤلف ومكان التأليف
وخلافًا لما يوحي به العنوان، لا يُعتبر النص القبطي رسميًا في كثير من الأحيان من حيث النوع، ولا يُعتقد أنه مكتوب أو متأثر بالنبي التوراتي إيليا. إن إدراج النبي مرتين في النص يُقدم أصلًا محتملًا للاسم، على الرغم من أن ذكره مرتبط دائمًا على الفور بالقرب من شخصية أخنوخ التوراتية.
بالإضافة إلى ذلك، في وقت قريب من الوقت الذي يُحتمل أن تكون المخطوطة قد نشأت داخل المجتمعات المسيحية في مصر (التي نناقشها بالتفصيل أدناه)، هناك أدلة على وجود العديد من الأعمال الكتابية الكاذبة المنسوبة إلى النبي إيليا، والتي أشار إليها اللاهوتي ديديموس الأعمى في القرن الرابع الميلادي. تضمنت هذه النصوص عملًا رؤيويًا آخر يشرح إعلانًا لإيليا عن طبيعة الجحيم، بنفس طريقة رؤيا بطرس وبولس.
هناك نص آخر يُدعى ”سفر الرؤيا لإيليا“ أشار إليه كل من أوريجانس وجيروم من علماء المسيحية الأوائل، وكان هذا النص موضع جدل حول علاقته برسالة بولس الرسول الأولى إلى أهل كورنثوس. نشأ هذا النقاش حول الجزء من 1 الرسالة الأولى لأهل كورنث 2:9 : "الذي لم تره عين ولم تسمعه أذن"، والذي نسبه أوريجانس أولاً إلى سفر الرؤيا لإيليا، بينما رأى جيروم أن بولس لم يستشهد على الأرجح بسفر الرؤيا مهما كان الأمر، فإن هذه العبارة لا توجد في أي من الأشكال الموجودة لرؤيا إيليا وبالتالي تشير إلى متغير منفصل تمامًا. من غير المعروف ما إذا كان هذا النص هو نفسه النص الذي يصف رحلة إيليا عبر الجحيم.
تشير هذه الأعمال الكتابية المنحولة مجتمعة إلى فترة من الزمن في المسيحية المبكرة حيث كان إيليا يعتبر شخصية كتابية مهمة وارتبط اسمه بعدد من المخطوطات المتداولة. وبشكل أكثر تحديدًا، هناك ما يدعو للاعتقاد بأن الكتبة المسيحيين المصريين الأوائل الذين اشتبهوا في البداية بسبب النسخ القبطية الموجودة للنص، كان لديهم أساس أدبي وديني على حد سواء لنسبة العمل إلى إيليا.
أولاً، هناك مجموعة من الوثائق والنصوص الأصلية التي تعود إلى تلك الحقبة والتي تؤسس تقليدًا لتلقي إيليا الوحي، مما يضعه كمؤلف رئيسي مستعار. ثانيًا، هناك قصص عن مسيحيين مصريين مسيحيين اتخذوا أسماء أنبياء مثل إيليا بدلاً من أسمائهم، ناك العديد من التقاليد الرهبانية للتقوى المحيطة بحياة وممارسات إيليا ”الرهبانية“ التي ترسم صورة قوية لإيليا كشخصية دينية مهمة في التقليد القبطي. وأخيرًا، داخل النص نفسه، في الفصل 2، هناك العديد من الإشارات إلى مصر كموقع للعديد من الأحداث القادمة التي تنبأ بها النص، مما يعزز فكرة أن المؤلفين كانوا مسيحيين يعيشون في مصر في ذلك الوقت.

## التاريخ
يؤرخ الجزء الأكبر من النص عادةً ما بين منتصف القرن الثاني وبداية القرن الرابع. من الواضح أن النص متأثر بالفكر المسيحي، مع وجود إشارات إلى مخطوطات مسيحية مثل سفر الرؤيا التي لم تكن متاحة إلا بعد منتصف القرن الثاني، ومع ذلك فإن أقدم الأجزاء القبطية المعروفة تعود إلى بداية القرن الرابع.
إن التواريخ السابقة تنبع من فكرة أنه بالنظر إلى حقيقة أن أجزاء من النص كانت على الأرجح مكتوبة في الأصل باللغة اليونانية ثم تُرجمت إلى القبطية فيما بعد، فمن المحتمل أن تكون هناك أشكال من النص المكتوب في وقت مبكر من نهاية القرن الثاني، ثم تم التعبير عنها شفهياً في مصر وتم تدوينها لاحقاً.

ذُكر سفر رؤيا إيليا في الدساتير الرسولية، ولائحة الكتب الستين، وموجز أثناسيوس الكنسي، وقائمة الستين كتاباً، ولائحة ميخيثار الأرمنية التي تؤسسها بشكل راسخ في هذه الحقبة من المسيحية الأولى. ينسب أوريجانس وأمبروسيستر وأوثاليوس الرسالة الأولى إلى أهل كورنثوس 2: 9 إليها:
ما لم تر عين، وَلَمْ تَسْمَعْ أُذُنٌ وَلَمْ يَخْطُرْ عَلَى قَلْبِ إِنْسَانٍ مَا أَعَدَّهُ اللهُ لِلَّذِينَ يُحِبُّونَهُ.
إذا كانوا على حق، فإن سفر الرؤيا هو قبل بولس. إن الشكل الغريب الذي يظهر فيه هذا الاقتباس في كليمان الإسكندرية، بروتريبتكوس س. 94، والدساتير الرسولية س. 32، يدل على أن كلاهما له نفس المصدر، ربما هذا السفر.
بالإضافة إلى ذلك، ينسب إبيفانيوس إلى هذا العمل ما جاء في أف 5: 14: ”استيقظ أيها النائم وقم من بين الأموات فيعطيك المسيح نوراً“.
هناك بعض الشكوك حول إمكانية أن تكون الأجزاء القبطية (واليونانية على الأرجح) مستمدة من مخطوطة يهودية أقدم بكثير من ذلك بكثير، والتي يمكن أن يعود تاريخها إلى القرن الأول قبل الميلاد، ومع ذلك، لا يوجد حتى الآن أي دليل مهم على وجود مثل هذا النص.

## النوع
إن محتوى سفر الرؤيا لإيليا يشبه إلى حد ما فقط أي تعريف كلاسيكي لنهاية العالم. يمكن تعريف نهاية العالم، وفقًا للمؤرخ جون ج. كولينز، على أنها ”نوع من الأدب الإيحائي ذو إطار سردي، حيث يتم توسيط الوحي من قبل كائن من العالم الآخر إلى متلقٍ بشري، كاشفًا عن واقع متعالٍ زمني بقدر ما يتصور الخلاص الأخروي، ومكاني بقدر ما يتضمن عالمًا آخر خارقًا للطبيعة".
لا تفي رؤيا إيليا ببعض هذه المواصفات إلا بشكل فضفاض. على سبيل المثال، لا يوجد مخلوق من عالم آخر يكشف أسرار النص للمؤلف، على الأقل ليس هناك مخلوق آخر مذكور في النص. بالإضافة إلى ذلك، فإن المكونين الزماني والمكاني كلاهما غير محددين نسبيًا. ومع ذلك، على الرغم من أنها قد لا تتناسب مع الشكل المثالي، إلا أن هناك العديد من الجوانب في سفر الرؤيا التي ترتبط بالأعمال الرؤيوية السابقة، بما في ذلك صور شخصية تعارض المسيح مثل المسيح الدجال في سفر الرؤيا، والقيامة من الأموات، والدينونة النهائية، والقسم الخاص باستشهاد إيليا وأخنوخ الذي يعكس بشكل وثيق جدًا الشاهدين في رؤيا 11. ومن خلال نسخها لعدد من المخطوطات الأخرى التي تتحدث عن نهاية العالم، اكتسب النص شهرته باعتباره يتحدث عن نهاية العالم في العصور القديمة المبكرة.

## تاريخ المخطوطات
قام جورج ستايندورف بتحرير ونشر نصين من النصوص القبطية الأساسية لسفر الرؤيا لإيليا قرب نهاية القرن التاسع عشر، أحدهما تم الحصول عليه من دير القديس شنودة الأبيض، وقد تم تأريخه إلى أوائل القرن الرابع، واحتوى على بداية النص وخاتمته، ولكنه كان ناقصًا معظم الجزء الأوسط. هناك مخطوطة أخرى بالغة الأهمية يعود تاريخها إلى القرن الرابع أو الخامس الميلادي، وهي تلك التي نشرتها مكتبة تشيستر بيتي، والتي تعد حتى يومنا هذا النسخة الأكثر اكتمالاً من النص الذي تم اكتشافه.
يوجد جزء من بردية يعود تاريخها إلى القرن الرابع الميلادي وهي مكتوبة باللغة اليونانية القديمة وتتضمن جزءًا صغيرًا فقط من نهاية سفر الرؤيا لإيليا. بالإضافة إلى ذلك، لا يتداخل هذا النص اليوناني تمامًا مع أي من المخطوطات الأخرى المكتشفة، مما يشير إلى أنه قد يكون تكرارًا لمخطوطة يونانية بديلة سابقة.

## الخلفيات والمواضيع اللاهوتية
إن مناقشة المواضيع اللاهوتية لسفر رؤيا إيليا مهمة صعبة، حيث أن أصله وتاريخه وهدفه كلها مواضيع نقاش. فالنص ينسج بسلاسة المواضيع المسيحية واليهودية على حد سواء، مما يجعل من الصعب تمييز أي قسم ينسب إلى أي خط فكري.
وعلى نفس المنوال، بعض علامات المسيح الحقيقي معروضة أيضًا في الأصحاح 2، مثل قدومه الذي يبشر به جحافل من الملائكة أو قدرته على إقامة الموتى. كما يقدم العمل أيضًا مفهوم العلامات التي تحدد الأشخاص الذين ينتمون إلى الله، والموجودة على جباههم ومعاصمهم، والتي ذُكرت في كل من 1: 9 و5: 4. وتذكرنا هذه العلامات بأختام الـ 144000 من سفر الرؤيا 7: 3-4.
هناك أيضًا إشارات واضحة جدًا إلى فكرة القيامة في النص، والتي كانت مفهومًا منتشرًا جدًا في الأدب الرؤيوي المسيحي المبكر، مثل سفر الرؤيا، ولكنها وجدت من قبل رواجًا كبيرًا في النصوص الرؤيوية اليهودية مثل سفر دانيال، وسفر أخنوخ، والأعمال اللاحقة مثل سفر باروخ الثاني وسفر عزرا الرابع. في سفر رؤيا إيليا، تتجلى القيامة بعدة طرق مميزة.
المثال الأول، وهو الأغرب إلى حد بعيد، نجده في 2: 53، حيث ”البقية“ التي حررها الفرس مؤخراً يقتربون من الموتى ويقولون: ”قوموا وكونوا معنا في هذه الراحة“. لا ندري إن كان هؤلاء الموتى قد قاموا بالفعل، ولكن من المهمّ أن لا يكون البشر هم الذين يقيمون البشر في هذه النصوص الرؤيويّة. هناك أيضًا مقطع، 3: 12، يذكر أن ابن الناموس لا يملك القدرة على إحياء الموتى كما فعل المسيح.
تعكس قصص قيامة القديسين في الإصحاح 4: 27، وكذلك قصص طابيثا العذراء وإيليا وأخنوخ في الإصحاح 4 مواضيع مسيحية واضحة عن الاستشهاد. أصبح هذا التقليد في التصوير الأدبي للاستشهاد شائعًا في وقت مبكر من تاريخ الكنيسة، وكان يميل إلى أن يكون نوعًا من علامات نهاية الأيام.
هناك قسم في الفصل الخامس يعتبره بعض العلماء مرجعًا لسفر الرؤيا الأصلي لبطرس؛ إذ يبدو أن 5: 27-29 يناقش كيف يمكن للأبرار أن يطلبوا خلاص الخطاة في العذاب، فيحدث فعل النعمة.

## شخصيات في سفر رؤيا إيليا
- ايليا
- أخنوخ
- جبريل
- ابن الله
- ابن الانسان
- المسيح
- الشيطان
- أورييل
- يهوه

## روابط خارجية
- سفر رؤيا إيليا على earlyjewishwritings.com